# Methodist Protestant Church
Methodist Protestant Church (MPC) var ett metodistiskt trossamfund i USA, bildat den 2 november 1830 av medlemmar av The Associated Methodist Churches.
1939 gick man samman med the Methodist Episcopal Church och the Methodist Episcopal Church, South och bildade Metodistkyrkan i USA.
En minoritet inom MPC (med huvudsakligt stöd i Mississippi) vägrade dock att ansluta sig till det nya trossamfundet och samlade en konferens som beslutade att återupprätta Metodistiska protestantkyrkan.